# HTC One
HTC One (також раніше відомий як HTC M7) — смартфон, розроблений компанією HTC Corporation, анонсований 19 лютого 2013 року. Компанія позиціонує його як флагман 2013 року.

## Зовнішній вигляд
Корпус смартфона, задня кришка і вставки спереду зроблено з алюмінію. Доступні срібний і чорний кольори. На передній частині симетрично зверху і знизу розміщено решітки із динаміками. На задній кришці є вставки з пластику у формі поперечних ліній. При розмірах 137.4 х 68.2 х 9.3 мм смартфон «зручно тримати і користуватись».

## Характеристики смартфона

### Апаратне забезпечення
Смартфон працює на базі чотириядерного процесора Qualcomm Snapdragon 600 із тактовою частотою 1,7 ГГц, оперативна пам'ять— 2 Гб і вбудована пам'ять — 32 або 64 Гб (слот розширення пам'яті відсутній, проте є 24.9 Гб на хмарному сервері Dropbox). Апарат оснащений 4,7 дюймовим (119.38 мм відповідно) екраном із розширенням 1920 x 1080 пікселів, тобто із щільністю пікселів 468 (ppi). В апарат вбудовано 4-мегапіксельну основну камеру із технологією «UltraPixel», що може знімати Full HD-відео (1080p) із частотою 60 кадрів на секунду, і фронтальною 2,1-мегапіксельною камерою. Дані передаються бездротовими модулями Wi-Fi (802.11a/ac/b/g/n), Bluetooth 4.0, DLNA і NFC. Підтримує мобільні мережі 4 покоління (LTE, залежно від країн), вбудована антена стандарту GPS + GLONASS. Весь апарат працює від незмінного Li-Po акумулятора ємністю 2300 мА·г і важить 144 грами.

### Програмне забезпечення
Смартфон HTC One постачається із встановленою Android Ice Cream Sandwich версії 4.1.2, що можливо оновити до версії 4.2.2. Також встановлено новий фірмовий користувацький інтерфейс HTC Sense 5.0 із новимим функціями:
- HTC BlinkFeed: стрічка новин у реальному часі із 1400 медіаджерел, що показується на головному екрані.
- HTC Zoe: знімає 3-секундні відеофрагменти, завдяки чому у галереї показується анімація, а не зображення.
- HTC BoomSound: звукова система покращення якості звуку завдяки двом стереодинамікам і підсилювачу.
- Sense TV: збирає в одному місці відео, канали, що сподобались власнику, дозволяє керувати телевізором через інрфачервоний порт.

## Критика
Ресурс «PhoneArena» поставив апарату 9,1 із 10 балів, сказавши, що «це блискучий пристрій практично з будь-якого боку». До плюсів зараховано алюмінієвий корпус, екран, звучання, безперебійну роботу акумулятора, до мінусів — камера («добра, але не чудесна»).
«TechRadar» поставив 5/5, сказавши, що «поєднання інновацій і розкішного апаратного забезпечення є свідченням бренду та показує, що нові речі можуть з'являтися у смартфонах не з космічними цінами. Звичайно, це не дешевий телефон, але це цілком відповідає тому, що ми очікували від флагмана». Сподобались дизайн, HTC Sense, камера, BoomSound і HTC Zoe, не сподобались — акумулятор, відсутність слоту розширення пам'яті, якість екрану, те, що HTC Zoe викорстовує багато місця.
«CNET UK» поставив оцінку 4/5, сказавши, що «HTC One є реальним суперником серед флагманів 2013 року….HTC, безумовно, зробили хорошу роботу». Плюсами смартфону названо 1080р екран, алюмінієвий корпус, потужне апаратне забезпечення, інтерфейс, мінусами — чорна фарба легко здирається, камера, відсутність слоту розширення пам'яті, неможливість безпосередньо налаштувати меню, неможливість видалення BlinkFeed.
«TheVerge» поставив 8,3/10, сказавши, що «цей апарат є одним із найкраще спроектованих серед тих, що я коли-небудь використовував». До переваг було зараховано апаратне забезпечення, дизайн, до недоліків — камера та акумулятор.

### Відео
- Новий HTC One  — (HTC M7). Перший погляд — Офіційний — HD [Архівовано 16 жовтня 2014 у Wayback Machine.] (англ.)
- Перший огляд HTC One [Архівовано 24 липня 2013 у Wayback Machine.] від Droider.ru (рос.)

### Огляди
- Віктор Г. Огляд HTC One [Архівовано 17 березня 2013 у Wayback Machine.] від PhoneArena (англ.)
- Гарет Бівіс. Огляд HTC One [Архівовано 17 березня 2013 у Wayback Machine.] від TechRadar (англ.)
- Ендрю Гойл. Огляд HTC One [Архівовано 22 лютого 2013 у Wayback Machine.] від CNET UK (англ.)
- Девід Пірс. Огляд HTC One [Архівовано 17 серпня 2013 у Wayback Machine.] від TheVerge (англ.)
- Огляд HTC One: щоб керувати ними всіма [Архівовано 25 березня 2013 у Wayback Machine.] від GSMArena (англ.)

## Продажі
Спочатку планувалось, що продажі смартфону почнуться 23 березня 2013 року, проте ця дата була відкладена до кінця квітня 2013 року. Причиною такої затримки спочатку називали те, що HTC має проблеми із компонентами своєї камери, проте потім Бенджамін Го (англ. Benjamin Ho), директор із маркетингу HTC заявив, що затримка відбулась через те, що камеру не встигають виготовити у потрібних кількостях вчасно, оскільки «камера була розроблена спеціально для нас і виробництво не може бути збільшено так швидко».
Продаватись смартфон буде у 80 країнах по всьому світі (185 операторів мобільного зв'язку), у тому числі і в Україні. Буде продаватись у чорному, червоному і срібному кольорах.
З 19 лютого 2013 року британський роздрібний продавець Clove відкрив попереднє замовлення на смартфон. Коштувати буде £425.00 ($658.32) без податків і £510.00 ($789.99) із податками за 32 Гб-версію чорного (англ. Stealth Black) і срібного (англ. Glacial Silver) кольорів. Апарат буде доступний із 15 березня 2013 року. Також є можливість укладення дворічного контракту із британськими операторами мобільного зв'язку: коштувати смартфон буде £99 із тарифним планом £33 на місяць у Vodafone і £36 на місяць в Orange.
22 березня HTC заявила, що продажі у Великій Британії, Німеччині і Тайвані почнуться з 25 березня 2013 року, а на решті ринків, у тому числі в Америці і Європі, у кінці квітня. HTC One вийде на ринок разом із Samsung Galaxy S4